# Сухожилие
Сухожилията (на латински: tendo) са плътни, белезникави съединителнотъканни образувания, които служат за захващане на напречно набраздените мускули към костите и фасциите.
За разлика от мускулите, сухожилията нямат съкратителна способност. Сухожилията са разтегливи и еластични. Тези им свойства се обуславят от наличието на колагенни и еластични влакна в матрикса им.
- Сухожилията, в които преобладават колагенните влакна са слабоеластични, здрави и умерено разтегливи. Те се срещат в места, където е необходима плътна и здрава опора за околните тъкани – между прешлените на гръбначния стълб, около таза и други.

- Сухожилията, в които преобладават еластичните влакна, са високоеластични и слабо разтегливи. Те се срещат в места, където е налице висока подвижност на околните тъкани.